# Instalaciones de Lezama
Las instalaciones de Lezama o instalaciones del Athletic Club son los campos de entrenamiento, la escuela de fútbol de las categorías inferiores y la cantera del Athletic Club situadas en el municipio de Lezama, a unos 15 kilómetros de Bilbao.
Las instalaciones son el pilar fundamental sobre el que se sostiene la singular filosofía del club, que solo acepta jugadores de raíces u origen vasco, o formados en canteras de clubes vascos. Dadas las limitaciones que esto supone a la hora de firmar jugadores de otros clubes es imprescindible criar los futuros jugadores del primer equipo en ellas, además de mantener una potente red de scouting en prácticamente toda el área de influencia del club mediante la cual buscar alguna perla a la cual pulir y dar forma en Lezama.

## Historia
Las instalaciones se inauguraron en la temporada 1971-72, bajo la presidencia de Félix Oráa con tres campos, y un edificio que albergaba residencia y vestuarios. Posteriormente, ya bajo el mandato de José Antonio Eguidazu se ampliaron las instalaciones en otros cuatro campos y un polideportivo cubierto.
Lezama ha sufrido una nueva remodelación en 1995, bajo la presidencia de José María Arrate con la construcción de un aparcamiento y nuevos viales de entrada y salida capaces de absorber el elevado número de vehículos que acuden cada día, y de una tribuna cubierta que dotará de mayor comodidad a los aficionados que acuden a presenciar los partidos de los equipos juveniles y demás equipos de fútbol base. En 1997, el Bilbao Athletic pasó a disputar sus partidos como local en las instalaciones.
Con el derribo del Viejo San Mamés, en 2013, se decidió incorporar a las instalaciones el histórico arco que lo coronaba. De esta manera se mantiene este patrimonio del club conservado y se unen, de manera simbólica, la amplia historia y miles de partidos y goles que ha visto el propio arco con la fuerza e ilusión de los canteranos que sueñan con poder jugar para el primer equipo algún día.

## Futuro
La junta directiva ha dado luz verde al denominado 'Plan Director de Lezama', que nace con el propósito de modernizar las estructuras del fútbol base, así como las del equipo profesional.
El cambio más importante consistirá en el traslado de la primera plantilla a la 'zona alta' de Lezama, donde se construirá un edificio moderno y funcional -aislado acústica y visualmente- y un nuevo campo de entrenamiento, que estará dotado con un graderío para el público.
El 'Plan Director' es el resultado de un riguroso estudio acerca de las necesidades básicas del futuro del Athletic Club. Los trabajos estarán culminados en un plazo de entre dos y tres años, y su presupuesto ronda los 12 millones de euros.
El Club apuesta por consolidar la estructura de cantera, que es la base del futuro deportivo y en lo que se refiere a Lezama, se ampliarán las aulas destinadas para el trabajo de los jóvenes de las categorías inferiores y se creará un departamento de audiovisuales.
En la Tribuna Piru Gaínza ya han comenzado las obras. Se colocarán cortavientos para mejorar las condiciones de estancia en la misma y se delimitará un área de la tribuna para posibilitar el acceso a los discapacitados físicos.

## Instalaciones
El complejo está repartido en 14,76 hectáreas.

### Campos
- Campo 1: Fútbol 11. Césped natural. Tres tribunas con capacidad para 3200 espectadores.
- Campo 2: Fútbol 11. Césped natural.
- Campo 3: Fútbol 11. Césped natural.
- Campo 4: Fútbol 11. Césped artificial.
- Campo 5: Fútbol 11. Césped natural.
- Campo 6: Fútbol 11. Césped artificial.
- Campo 7: Fútbol 11. Césped artificial.
- Campo 8: Fútbol 7. Césped artificial.
- Pabellón cubierto. Césped artificial.

### Otros
- Gimnasio
- Residencia de jugadores
- Sala de prensa
- Centro médico